# Viggo Julius von Holstein Rathlou
Viggo Julius von Holstein Rathlou (1885-1965) var dansk dr.phil., bibliotekar ved Statsbiblioteket i Århus og fremtrædende medlem af Danmarks Nationalsocialistiske Arbejderparti (DNSAP).

## Uddannelse og fagligt virke
Han blev student fra Ordrup Gymnasium i 1903, cand.mag. i 1909, virkede som assistent ved Det Kongelige Bibliotek 1907-1911 og var fra 1912 bibliotekar ved Statsbiblioteket i Århus. Han blev i 1917 dr.phil. på en afhandling om Thomas Kingo. 

## Medlemskab af og virke i DNSAP
Han meldte sig ind i Danmarks Nationalsocialistiske Parti 23. august 1938, blev straks efter medlem af Storrådet i partiet og fik senere tildelt DNSAP’s æresemblem. 
Han var den idealistiske, ikke den praktisk politisk arbejdende nationalsocialist. Hans virke for DNSAP bestod især i at være flittig taler ved nazistiske møder og at bidrage med talrige artikler og digte til partiets periodiske skrifter, især til ”DNSAP’s Maanedsbreve”, herunder heltekvad til de på tysk side kæmpende på Østfronten.  Han fremstod efter 1940 stadig klarere som DNSAP's mest fremtrædende forfatter af pompøse prologer og digte, hvori nutidens begivenheder og personer blev flyttet ud i et mytologisk tidløst rum, frigjort fra den mere truende virkelighed. Ét hyldestdigt bar titlen ”Til en af Narvas Helte”, tilegnet et dansk medlem af DNSAP og af Waffen SS, som havde modtaget Jernkorset, et andet ”Lovkvad over Stalingrads helte”,   hvori general Paulus i Valhal beretter for Odin og Thor om slaget ved Stalingrad med bl.a. følgende vers:
Vi standsed de stærke
i Stalingrad.
Gruber vi grov,
mens grunden skjalv,
og døden dundrede
dag og nat.
Livet vi lod,
og leg var det ikke.
Dog agtede ingen
at overgive sig;
til sidste mand segnede,
slog vi alle.
Så hæved vi højre
hånd til afsked:
”Hil dig, Hitler!
Hil dig Germania!”
Han var to gange folketingskandidat i Århus amtskreds for DNSAP, begge gange uden at blive valgt. Ved folketingsvalget 3. april 1939, hvor partiet opnåede 1.388 stemmer i amtskredsen svarende til 1,8 procent af samtlige stemmer, fik han næstflest personlige stemmer af partiets 5 kandidater.. Ved folketingsvalget 23. marts 1943, hvor partiet opnåede 1.883 stemmer i amtskredsen svarende til 2,0 procent af samtlige stemmer, fik han flest personlige stemmer af partiets 5 kandidater.

## Personlighed
I det århusianske bybillede gik han for at være en original, der bar tropehjelm året rundt, og som fra tid til anden kørte gennem byen på sin specialkonstruerede cykel iført kjole og hvidt. Hans patetisk svulstige og til tider brutale sprog og hans overdrevne armbevægelser virkede på mange som en tragikomisk og grænseoverskridende selviscenesættelse. Flere af de, der stod ham nær, betegnede ham dog som en person, der både var tolerant og forstående af natur og som var skikkeligheden og godmodigheden selv, men også som en åndeligt hvalpet dreng og politisk set en barnerumpe, der uanfægtet vedblev at dyrke sine fikse idéer, og som – når nogen trådte ham over tæerne i hans forskellige komplekser – blev forstokket og indædt stædig. Mange beklagede hans skæbne, anså hans indtræden i DNSAP for at være en vildfarelse og lagde et godt ord ind for ham.

## Retsopgør efter besættelsen
Retsopgøret med DNSAP-toppen kom til at omfatte omkring 50 personer, herunder von Holstein Rathlou, der som aktivt medlem af partiets Storråd blev anset for at tilhøre partiets kulturelle top og for ikke som leder at have søgt at modarbejde partiets kollaborationskurs.
Han blev arresteret af frihedskæmpere 6. maj 1945 og interneret på Marselisborg Gymnasium og 11. maj overført til Århus arrest. Ved Århus byrets dom af 13. maj 1947 blev han idømt to års fængsel, tab af borgerlige rettigheder i fem år samt tab af embede og pension for ulovlig våbenbesiddelse, for som deltager i partiets øverste ledelse (medlemskab af Storrådet) at have undladt at modvirke DNSAP’s samarbejde med besættelsesmagten og for samarbejde med besættelsesmagten, idet han måtte have vidst, at hans artikler til ”DNSAP’s Maanedsbreve” blev sendt videre til Gestapo. Han ankede byretsdommen med påstand om frifindelse – anklagemyndigheden ankede til skærpelse – men dommen, herunder strafudmålingen, blev stadfæstet ved Vestre Landsrets dom af 3. december 1947. Han udgav i 1949 et forsvarsskrift for sig selv og forsøgte i november 1954 – uden held – at opnå tilladelse fra Den Særlige Klageret til at få sin straffesag genoptaget under henvisning til, at historieforskningen havde bekræftet hans påstand om, at Storrådet ikke var en del af DNSAP’s ledelse.

## Privatliv
Han blev født på godset Gersdorffslund 29. september 1885 som søn af godsforpagter Huno Filip August von Holstein Rathlou (1855-1918) og Jensine (Jenny) Charlotte Kathrine Høeg, født Warming (1856-1933).
Han var bror til docent, cand.polyt. Axel Viggo Emil von Holstein Rathlou (1882-1967).
Han blev gift 4. juli 1908 i Kongens Lyngby sogn med Elisabeth Goldschmidt (1887-1971) med hvem han fik 5 døtre og 2 sønner.
Han døde i Hasle sogn i Århus 3. februar 1965. 